# 中須賀真一

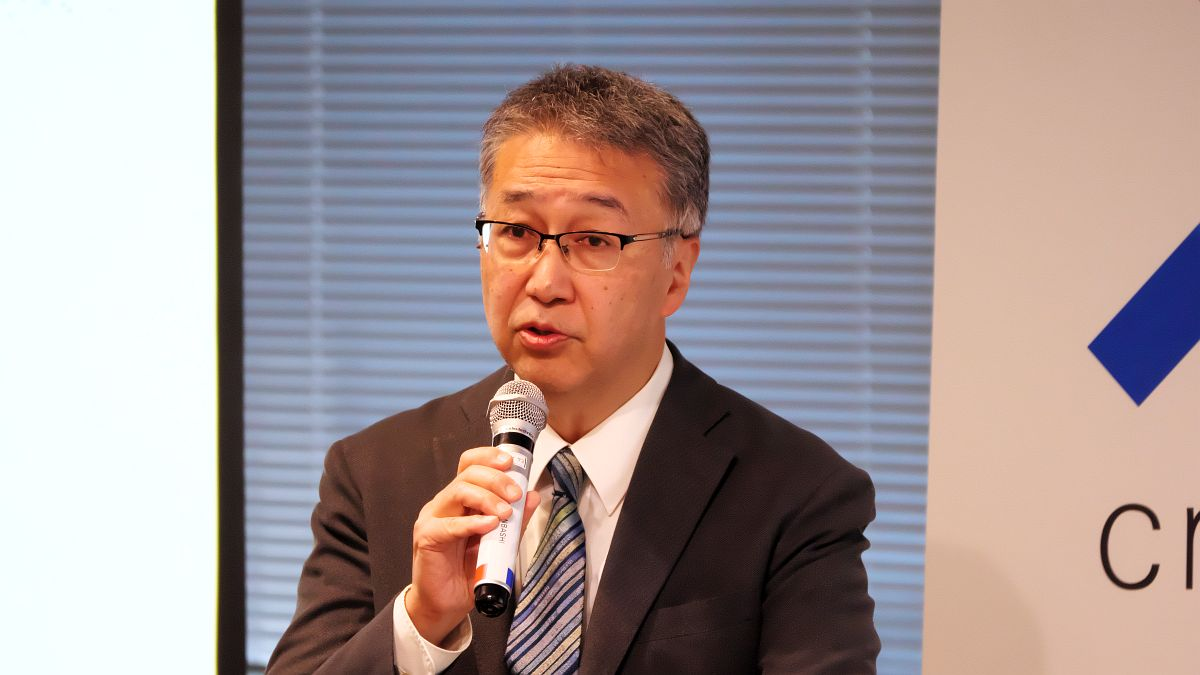
2024年1月

中須賀 真一（なかすか しんいち、1961年2月9日 - ）は、日本の工学者。東京大学大学院工学系研究科教授。工学博士（航空学）。

## 来歴
大阪府出身。1979年に東大寺学園高等学校、1983年に東京大学工学部航空学科を卒業後、1988年に同大大学院博士課程を修了する。その後、日本アイ・ビー・エム東京基礎研究所研究員となり、人工知能や工場の自動化についての研究を行う。1993年より、東京大学航空学科講師として教鞭を執る。1994年に東京大学先端科学技術研究センター助教授。1998年に東京大学大学院工学系研究科航空宇宙工学専攻助教授、2005年に同教授となった。専門分野は、宇宙システム工学、ロボティクスなどで、「超小型衛星」や「ふろしき衛星」と称する衛星の研究、衛星やロボットなど宇宙で活躍する物体の知能化技術の研究を行っている。

### 人物
中須賀は、元々物作りというものをした経験があまり無かったという。大学院卒業から企業の研究員、大学へ教員として戻った後も、人工知能などの理論を主に研究していた。そのような時、アメリカと共同で宇宙プロジェクトを行うことになり、缶の大きさの衛星を作ることになった。当時、中須賀の人工衛星のイメージは巨大なものであり、缶の大きさの衛星など作れるとは思っていなかったが、1999年に缶で作られた小型衛星「CanSat」の打ち上げに成功し、その後超小型衛星の研究開発に没頭することになった。
趣味はスポーツで、特にテニスや野球、ジョギングを好む。

### 研究・プロジェクト

#### CubeSat XI
「CubeSat XI」（キューブサット・サイ）シリーズは、2003年のXI-IV、2005年のXI-Vと、それぞれロシアで打ち上げに成功した10cm立方、重量1kgの超小型衛星。この衛星の部品には市販品が用いられたが、衛星は正常に機能した。中須賀によると、宇宙用の特別な部品を使わずとも宇宙で機能する衛星を製作できたことは大きな成果だったという。

#### ほどよし超小型衛星プロジェクト
ほどよし超小型衛星プロジェクトは、2010年から超小型衛星をより進化させるため大学や企業と連携して立ち上げられたプロジェクトで、中須賀がそのリーダーを務めている。

## 略歴
- 1979年 東大寺学園高等学校卒業
- 1983年 東京大学工学部航空学科卒業
- 1988年 東京大学大学院博士課程修了。工学博士。日本アイ・ビー・エム東京基礎研究所研究員
- 1993年 東京大学航空学科講師
- 1994年 東京大学先端科学技術研究センター助教授
- 1998年 東京大学大学院工学系研究科航空宇宙工学専攻助教授
- 2005年 東京大学大学院工学系研究科航空宇宙工学専攻教授
- 2012年 内閣府宇宙政策委員会委員
- 2025年 防衛省防衛科学技術委員会委員

## 著書

### 共著
- 中須賀真一他『宇宙ステーション入門』東京大学出版会、2002年11月、ISBN 978-4130628044（第2版 2008年9月、ISBN 978-4130628181）
- 中須賀真一他『国家としての宇宙戦略論』誠文堂新光社、2006年7月、ISBN 978-4416806364
- 中須賀真一他『図説 50年後の日本―たとえば「空中を飛ぶクルマ」が実現!』三笠書房、2006年6月、ISBN 978-4837921936

ほか